# Pseudorypteryx mexicana
Pseudorypteryx mexicana är en insektsart som beskrevs av Garcia Aldrete 1984. Pseudorypteryx mexicana ingår i släktet Pseudorypteryx och familjen styltstövlöss. Inga underarter finns listade i Catalogue of Life.